# 华中桑寄生
华中桑寄生（学名：Loranthus pseudo-odoratus），为桑寄生科桑寄生属下的一个植物种。